# قصه‌های بلوچی
در بررسی قصه‌های بلوچ می‌توان به اطلاعات قابل توجهی از شیوة زندگی، ارزش ها، باورها، امیدها و نگرانی‌های مردم مکران (بلوچ) پی برد. گمان می‌رود که در قصه‌های بلوچ، وضعیت زندگی گذشته، شادی‌ها و غم هایش، آرزوها و خواست‌هایشان را بهتر از سایر بخش‌های ادبیات بلوچ می‌توان ردیابی کرد و بازنگریست و شناخت. در قصه‌های بلوچ، می‌توان خویشاوندی و نزدیکی زبانی را با زبان فارسی به درستی دریافت که نشان میده بیشتر قصه های قوم مکران (بلوچ) از قومیت های دیگر به این مردم منتقل شده است 
نگاهی کلی و گذرا نشان می‌دهد که قصه‌های بلوچ برای سه دورة سنی شکل گرفته اند:
- قصه‌های ویژه بچه ها
- قصه‌های بازگوکننده سختی‌ها و خوشی هایِ بلوچ برای بزرگسالان
- قصه‌های کهن دیو و پری که در اصل بین  سایر اهالی ایران مشترک است و کوچک و بزرگ دوست دارند.

در بخش‌بندی دیگر، از دیدگاه خاستگاه احتمالی قصه‌های بلوچ می‌توان آنها را به سه دسته بخش کرد: 1) قصه‌های مشترک مردم ایران، از جمله بلوچ 2) قصه‌های با خاستگاه عربی 3) قصه‌های ویژه بلوچ